# 戸 (律令制)
戸（こ/へ）とは、律令制において戸主とその下に編成された戸口と呼ばれる人々から構成された基本単位集団のこと。戸籍・計帳の記載単位、あるいは里・郷・保の構成単位となり、地方行政単位の最末端に位置づけられた。
日本では、古代村落の伝統から、庶民では、一戸は平均20数人の大家族だった。

## 概要
古代中国において、社会の基本単位であった家を「戸」として組織して統治の基本単位とした。家が社会的・私法的な単位であるのに対し、戸は政治的・公法的単位であった。唐代においては、戸は成員と田地が結合された経営体として捉えられ、戸籍においても成員と田地の両方が記載されており、戸単位での田地の調整によって均田制の実務が行われていた。
日本においては律令制以前の6世紀以降に、ヤマト王権（大和朝廷）が伝統的な部に属しない帰化系氏族を組織・掌握するために部分的に採用されたと考えられ、大化の改新後に新羅などの制度などを取り入れる形で施行されていったと考えられている。『飛鳥浄御原令』の段階で、50戸＝1里の編成が正式に採用され、以後里制（郷制）終焉までこの基本原則に変わりが無かった。
編戸（戸の編制）と造籍（戸の戸籍への記載）は、家族集団の実態把握を第一義としていたが、反面において家族生活の実態の忠実に把握するために設けられた制度ではなく、姓の決定と形式的には個人を対象としていた課役の収取における実際上の便宜が優先された仕組であったために、施行当初から様々な矛盾を抱えていた。
中国の律令では家長をそのまま戸主とし、同居共財の家をそのまま戸とする原則が貫かれていたが、日本では上層階級（豪族層）は大規模な家を形成し、下層階級（庶民層）は小家族構成になっているなど、まちまちであった。しかも、実際上の便宜を優先するために人口の増減が発生しても戸や里・郷の数を変えるような再編成を容易に行わなかった（当事者の戸主の申請による複雑な手続を要した）ため、実際の家族構成と戸の編成の乖離が時代を下るにつれて深刻化した。また、朝廷も原則重視と実態把握を重視する態度の間で定まらず、何度も制度変更が行われた。例えば、霊亀元年（715年）から天平12年（740年）にかけて、本来の戸（郷戸）とは別に戸の内部を細分化して数的制約の緩い小規模な房戸が2-3前後設けられたのはその一環である。
基本的には1里に家長の中から50名の戸主を選任し、その戸主を中心として1戸あたり4人の丁男（成年男子）が戸の成員である戸口（ここう）として含まれるそれぞれ一定規模となる戸編成が行われたとみられている。更に4人の丁男のうち、1人が兵士として徴発されていた。また、5つの戸からなる五保も導入され、内部の相互扶助と相互監視を行わせた。
班田制や課役・租税徴収は理念上は個人を対象としていたが、実際にはそれぞれの戸を通じて実務が行われ、戸主は戸籍などの申告や戸口の納税・班田・浮逃の防止の義務を負った。それぞれの戸は課役の負担に応じて課丁数による上中下からなる三等戸および資産額による上上から下下に至る九等戸に分けられていた。
現存の戸籍上から推定される戸の実情は平均20数人の大家族形態を取り、戸主を中心に血縁など親族関係でつながる人々、更に戸主との続柄が不明な寄口（きこう、寄人とも）や隷属民である奴婢がいた。原則的には父系・男系が基本であるが、母系・女系を含む場合もあったと考えられ、寄口の中にはそうした人々も含まれていたとみられる。また、当時の通い婚の慣習との関係から複数の妻を持つ者や途中で通いを止めて事実上の離婚状態になる者の存在、更に当時の平均寿命は30歳から40歳前後と推定されることから、配偶者を失った男女が子供を連れて再婚を行ったケースも存在したと考えられ、戸内部の実態はかなり複雑なものであったと思われている。このため、戸の編成に対する後世の歴史学者の評価も様々で、擬制的色彩が強いとするみる考えや、ある程度実態を反映したものとみる考えもある。戸の実態の複雑さと把握の困難さは、実態との乖離とともに偽籍を生み出すことになった。
9世紀に入り、班田収授が遅滞し、農民の浮逃が深刻化すると、口分田の維持と課役の回避のために、死亡者の除籍をしなかったり、性別を男性ではなく女性として登録したり、出生者の登録を行わないといった偽籍の作成による農民側の抵抗も行われるようになり、10世紀には戸籍そのものが作られなくなる。こうした実情に対応するために、賦課の基準が土地に求められるようになり、やがて名を基準とした賦課へと移行していくことになる。